# زوئرسل
شهر زوئرسل (به فرانسوی: Zoersel) در شهرستان آنتوئر در استان آنتوئر در منطقه فلاندری در کشور بلژیک واقع شده‌است.